# 10962 Сонненборг
10962 Сонненборг (10962 Sonnenborgh) — астероїд головного поясу, відкритий 17 жовтня 1960 року.
Тіссеранів параметр щодо Юпітера — 3,500.
Названо на честь обсерваторії Сонненборг (нід. Sonnenborgh) — громадської астрономічної обсерваторії та музею, розташованих в місті Утрехті (Нідерланди).